# Plané neštovice
Plané neštovice (lat varicella) jsou virové infekční onemocnění typické pro dětský věk. Původcem je virus varicella-zoster (HHV-3) z čeledi Herpesviridae, jehož výhradním hostitelem je člověk. Virus se přenáší kapénkami při přímém kontaktu s nemocným a charakteristickým projevem této infekce je vyrážka provázená horečkou. Plané neštovice mají obvykle mírný průběh a do dvou týdnů dochází ke spontánnímu vyhojení. Virus poté zůstává ukryt v některém senzitivním gangliu a při jeho reaktivaci vzniká tzv. pásový opar.
Primoinfekce u adolescentů a dospělých mívají těžší průběh. Nákaza je nebezpečná pro těhotné, zejména v pokročilém stupni těhotenství.
Plané neštovice jsou v České republice nejčastějším infekčním onemocněním. V roce 2021 bylo v Česku hlášeno 10 300 případů planých neštovic, tzn. 98 případů na 100 000 obyvatel a tvořily 15 % všech hlášených infekčních nemocí. Skutečný počet bude zřejmě ještě o něco vyšší.

## Původce
Plané neštovice jsou způsobené lidským herpesvirem varicella zoster virus (HHV-3), velkým obaleným DNA virem, který je příbuzný virům způsobujících opary nebo infekční mononukleózu. Virus pravých neštovic a zvířecích neštovic patří do čeledi Poxviridae a nemají s virem planých neštovic nic společného.

## Epidemiologie
Planými neštovicemi nejčastěji onemocní děti od 3 do 10 let věku, později už má většina lidí protilátky, i když onemocnět může v podstatě kdokoliv. Epidemie planých neštovic se vyskytují nejčastěji v zimě a brzy z jara obvykle ve dvou- až čtyřletých cyklech, když doroste nová generace vnímavých dětí. Nemoc se šíří velmi snadno, virus se uvolňuje v sekretu neštoviček a je také v dýchacích cestách, šíří se tedy vzduchem. Po kontaktu s infikovanou osobou v uzavřeném prostoru onemocní až 90 % lidí (pokud nemají protilátky). Jedinci s planými neštovicemi jsou nakažliví pravděpodobně jeden nebo dva dny před výsevem vyrážky a až šest dní po prvním výskytu. Infekce se přenáší kapénkami vznikajícími při mluvení, kašli nebo kýchání, z nakaženého člověka na vnímavé jedince v okolí (údajně až na vzdálenost 10 metrů).

## Klinický obraz

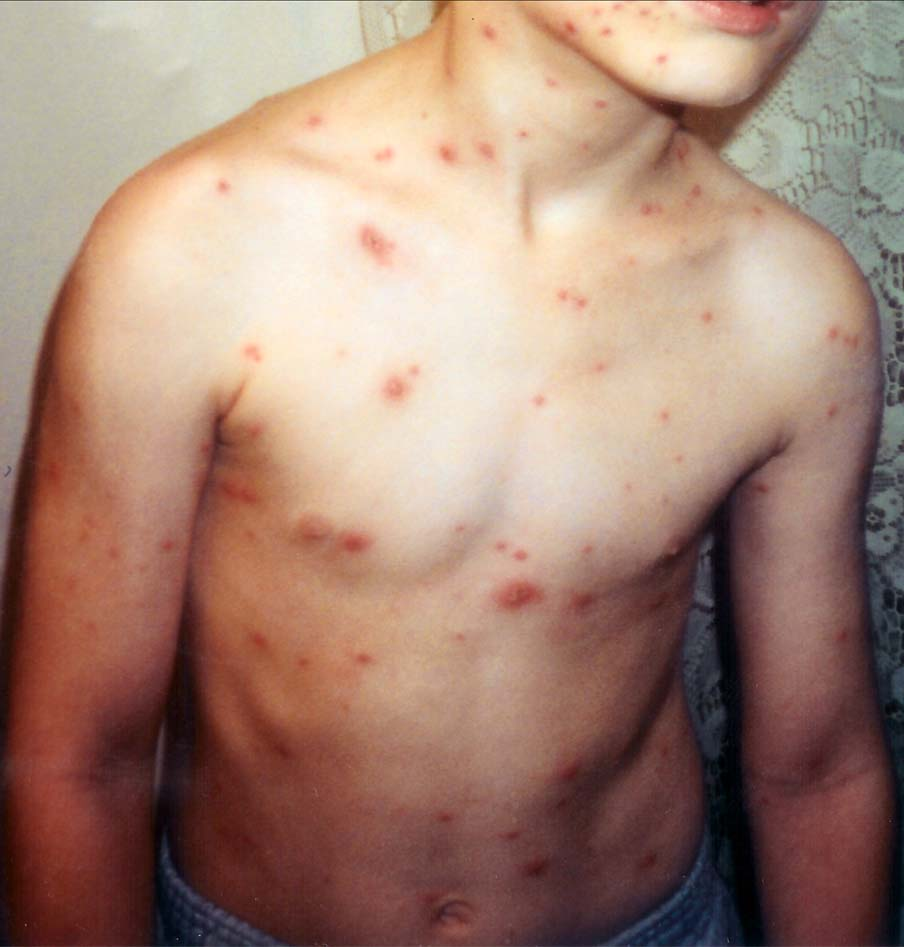
Adolescent s planými neštovicemi v pokročilém stadiu. Vyrážka začíná typicky na hlavě, hrudníku a šíří se plynule na zbytek těla. Červené flíčky (makuly) se postupně mění v pupence (papuly) a puchýřky (vesikuly).

Obvyklá inkubační doba planých neštovic je 14 až 16 dní (jiný zdroj uvádí 10–23 dní, průměrně 14 dní). Poté se mohou objevit první, nespecifické příznaky, tzv. prodromy, které ohlašují příchod onemocnění. U malých dětí obvykle nejsou, jsou výraznější u dětí starších 10 let a u dospělých mohou být i závažnější. Je pravděpodobné, že za závažnějším průběhem u starších pacientů stojí vyšší infekční dávka. Zatímco mladší děti se většinou nakazí rychlým kontaktem (návštěva, školka, jesle), starší pacienti (sourozenci, rodiče) se nakazí od člena rodiny, který infekci přinesl. Příznaky zahrnují horečku, zimnici, žaludeční potíže nebo průjem, svědění nebo bolest kůže v místech, kde se později objeví vyrážka.
Prodromální příznaky předcházejí příznaky klinické o 3–4 dny. Bolesti hlavy a horečka každopádně ohlásí příchod neštovic zhruba 24 až 36 hodin před výskytem první neštovičky – a v této chvíli začíná být pacient infekční.
Pro plané neštovice je typická vyrážka, svědivé puchýřky vznikající z 2 až 3 mm velkých skvrnek, které se po několika dnech stávají puchýřky vyplněnými čirou tekutinou, která později přechází do mléčné. Puchýřky jsou 3 až 6 mm velké, během 6–8 hodin z nich vznikají krusty.
Vyrážka typicky začíná na hlavě, odkud se postupně šíří přes trup na končetiny (viz schéma). Vyrážka se může vyskytnout také na sliznici nosohltanu, na sliznici horních cest dýchacích, v konečníku nebo v pochvě nebo na očních víčkách.
Výsevy puchýřků se objevují ve vlnách s intervalem 3–5 dní, proto je typický současný výskyt různých stádií vyrážky – některé puchýřky mohou být už téměř zhojené a jiné se teprve vytváří. Akutní fáze onemocnění trvá obvykle 4 až 7 dní, do 20 dní se pak zahojí kožní projevy. Teprve po vytvoření krust na všech neštovičkách přestává být pacient infekční.
Virus prostupuje také placentou a je možná infekce plodu, která může vést k těžkým vrozeným defektům. U novorozenců se mohou plané neštovice rozvinout v progresivní varicellu s postižením různých orgánů včetně centrální nervové soustavy.

## Léčba

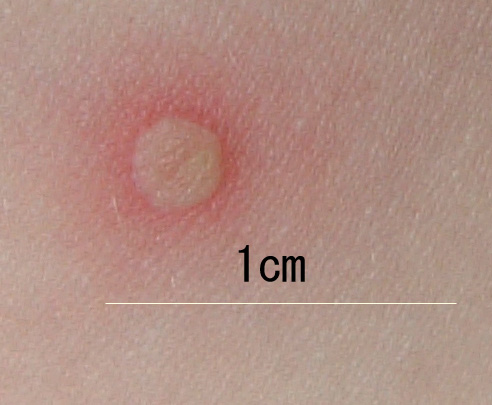
Detail puchýřku v pokročilém stadiu planých neštovic. Takto vypadá vyrážka obvykle týden po začátku horečky

Plané neštovice se zhojí i bez léčby, proto stačí tlumit projevy onemocnění.
Plané neštovice jsou způsobené virem, nejsou tudíž léčitelné antibiotiky. Antivirová terapie se u běžných případů nepoužívá, léčba je symptomatická (léky proti horečce, léky proti svědění – podávat perorálně kapky, dle nejnovějších poznatků se puchýřky neošetřují, kůže v místě výsevu se nechává volně dýchat, tím se urychlí hojící proces. Masti a pudry aplikované na postižená místa nejsou vhodné, jelikož se puchýřky ucpou a hojící proces se zastaví). Je nutné vyvarovat se podání kyseliny acetylsalicylové, která může u dětí vyvolat závažný Reyův syndrom.
Osobám s velmi špatnou obranyschopností je možné podat hotové protilátky – lidský varicella zoster imunoglobulin, nebo acyklovir.

## Komplikace
Nejčastější komplikací planých neštovic je sekundární bakteriální infekce způsobená zejména stafylokoky a streptokoky, kterou si osoba často zanáší do rány sama škrabáním svědivých míst. Vzácně se může objevit postižení centrální nervové soustavy – zánět mozečku cerebellitis (do týdne od výsevu vyrážky), generalizovaná encefalitida či aseptická meningitida. U osob s narušenou imunitou (léčba kortikosteroidy, imunodeficience) se mohou objevit závažné komplikace – varicellová pneumonie, meningoencefalitida nebo zánět jater. Pneumonie hrozí zvláště dospělým kuřákům. Onemocnění planými neštovicemi během prvních pěti měsíců těhotenství může vést k poškození plodu. Dojde-li k nákaze matky kolem termínu porodu, bývá plod infikován a pokud si matka ještě nevytvořila protilátky, které by přešly na dítě, je novorozenec planými neštovicemi vážně ohrožen na životě. Po prvotní nákaze přetrvávají původci choroby v některých nervových buňkách v němé, latentní formě a infekce může být po letech či desetiletích znovu aktivována. To může u dospělých vyvolat nepříjemné onemocnění – pásový opar (herpes zoster).
Jedinci s planými neštovicemi jsou nakažliví pravděpodobně jeden nebo dva dny před výsevem vyrážky a až šest dní po prvním výskytu. K nákaze virem planých neštovic dochází nejčastěji mezi 4 a 8 lety věku. Onemocnění zpravidla odezní bez následků. U adolescentů a dospělých probíhají plané neštovice hůře a někdy s vážnými komplikacemi, jako je zápal plic, zánět středního ucha nebo zánět jater. Výjimečně může dojít i k nebezpečnému zánětu mozku. Velmi ohroženi jsou lidé s oslabenou imunitou. Vedle nemocných s AIDS jsou to zejména jedinci léčení imunosupresivními léky, jako pacienti s leukémií nebo osoby po transplantaci.

## Osud viru v organismu

Rozsev vyrážky u neštovic (nalevo) vs. u planých neštovic (napravo)

Stejně jako ostatní herpetické viry i varicella zoster virus (VZV) má schopnost přejít do stadia latentní infekce, kdy je virus dlouhodobě přítomný v nervových gangliích, nezpůsobuje klinické příznaky, ale není ničen imunitním systémem. Protektivní protilátky vzniklé v průběhu akutní infekce většinou chrání organismus před opětovným vznikem onemocnění, opakované plané neštovice jsou tedy velmi vzácným jevem.
Při „probuzení“ viru, například při lokálním postižením příslušného nervového ganglia u systémového onemocnění nebo při imunosupresivní terapii, vede infekce VZV ke vzniku pásového oparu.

## Očkování
Proti nemoci existuje účinná vakcína, která však není součástí pravidelného očkování. Vhodná je zvláště pro dospělé, kteří v dětství plané neštovice neprodělali a je u nich vysoká pravděpodobnost nákazy (učitelé apod.). V České republice je vakcinace proti planým neštovicím dobrovolná, některé zdravotní pojišťovny na ni přispívají ze svých preventivních balíčků. Očkování mohou podstoupit děti od jednoho roku i dospělí s aplikací dvou dávek v rozmezí šesti týdnů. U zdravých dětí do 13 let je ochrana očkováním před onemocněním planých neštovic téměř 100 %. U dospělých činí jistota ochrany asi 90 %.